# افولکی (ایلینوی)
افولکی (به انگلیسی: Afolkey) یک منطقهٔ مسکونی در ایالات متحده آمریکا است که در شهرستان استفنسون، ایلینوی واقع شده است. افولکی ۲۷۷٫۰۷ متر بالاتر از سطح دریا قرار دارد.